# Singapore i olympiska sommarspelen 1996
Singapore deltog i de olympiska sommarspelen 1996 med en trupp bestående av 14 deltagare, men ingen av landets deltagare erövrade någon medalj.

## Badminton
Damsingel
- Zarinah Abdullah

## Bordtennis
Damsingel
- Jing Jun Hong

## Friidrott
Damernas maraton
- Yvonne Danson — 2:39,18 (→ 38:e plats)

Herrarnas höjdhopp
- Wong Yew Tong

## Segling
- Benedict Tan
- Siew Shaw Her
- Charles Lim
- Tracey Tan